# شیطانک ماکسول

تصویر شماتیکی از آزمایش ذهنی شیطانک ماکسول

شیطانک ماکسول (به انگلیسی: Maxwell's demon) یک آزمایش فکریست که توسط جیمز کلارک ماکسول، در 1867 ساخته و پرداخته شد. در این آزمایش ذهنی، ماکسول راهی را برای نقض فرضی قانون دوم ترمودینامیک پیشنهاد می کند. در این آزمایش ذهنی، یک شیطانک، در کوچکی را بین دو محفظه گازی کنترل می کند. شیطانک بر رد و بدل شدن تک تک ملکول ها نظارت می کند. به گونه ای که اگر مثلاً (طبق شکل) ملکولی با سرعت آهسته بخواهد به سمت چپ برود، یا ملکول سریعی از سمت چپ به سمت راست برود اجازه عبور می دهد، در غیر این صورت اجازه عبور نمی دهد. از آنجا که ملکول هایی با سرعت بالا دمای بالاتری دارند، به مرور زمان مخزن سمت راست گرم تر از مخزن سمت چپ می شود، لذا انتروپی کاهش کل سیستم کاهش یافته و قانون دوم ترمودینامیک نقض می گردد. این آزمایش ذهنی مناظره ها و کار های نظری ما بین ترمودینامیک و نظریه اطلاعات را موجب گشته که تا به امروز نیز ادامه دارد. برخی از دانشمندان مدعی هستند که با توجه به الزامات نظری موجود، امکان ساخت هرگونه دستگاهی که قانون دوم را نقض کند منتفیست.

## یادداشت ها
1. ↑  Cargill Gilston Knott (1911). "Quote from undated letter from Maxwell to Tait". Life and Scientific Work of Peter Guthrie Tait. Cambridge University Press. pp. 213–215.